# Generalgouvernement

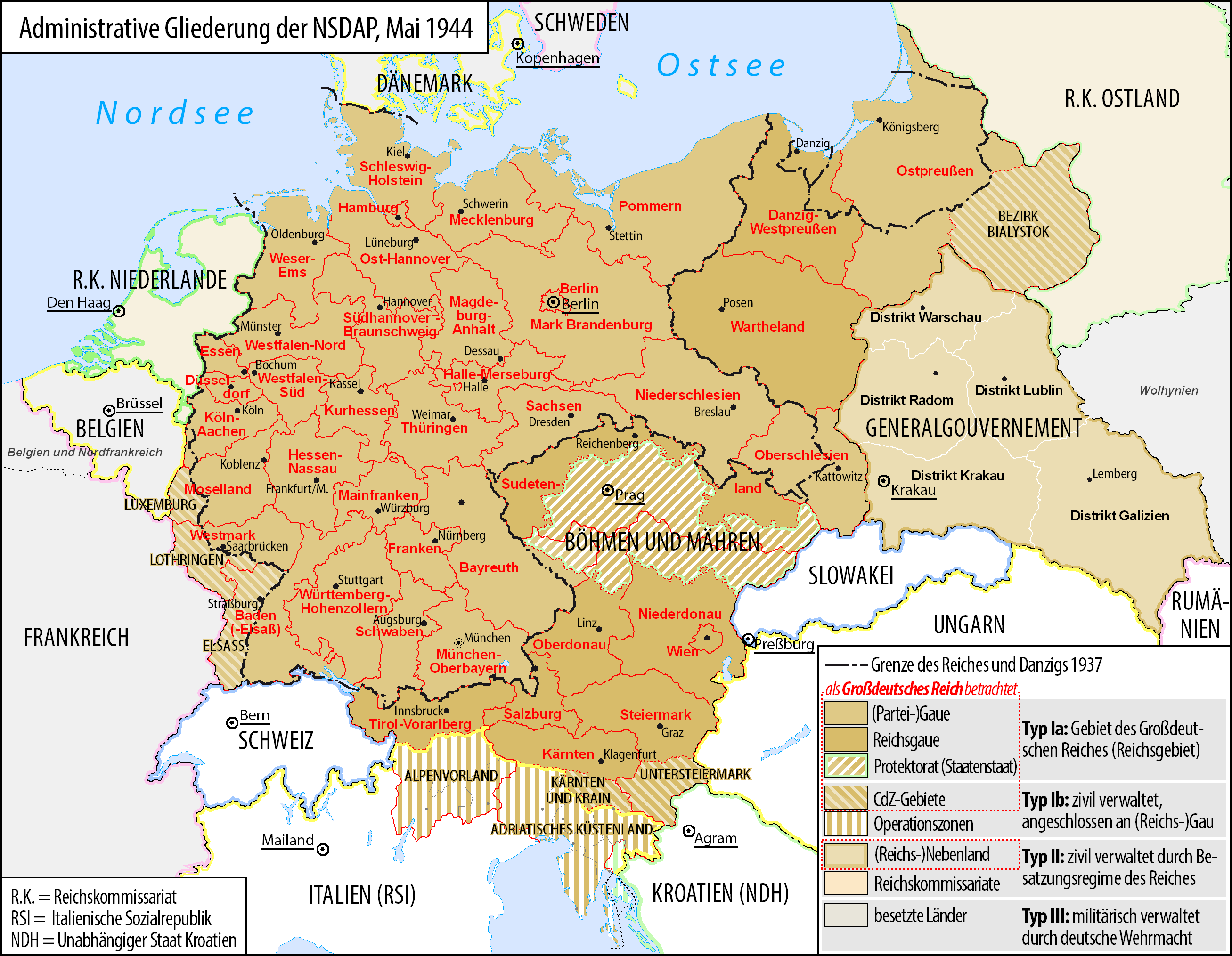
Gliederung des Großdeutschen Reiches, Mai 1944

Der Begriff Generalgouvernement (polnisch Generalne Gubernatorstwo) lautete zunächst Generalgouvernement für die besetzten polnischen Gebiete und bezeichnete zunächst die Gebiete der früheren Zweiten Polnischen Republik, die 1939–1945 vom Deutschen Reich militärisch besetzt und nicht unmittelbar durch Annexion in das Reichsgebiet eingegliedert wurden, wie u. a. anfangs die neuen Reichsgaue Danzig-Westpreußen, Wartheland und der neue Regierungsbezirk Zichenau in Ostpreußen. Daneben bezeichnet der Begriff die dort errichteten Verwaltungsstrukturen unter dem Generalgouverneur und NSDAP-Funktionär Hans Frank und seinem Stellvertreter Josef Bühler mit Sitz in Krakau. Die Errichtung des Generalgouvernements beruhte auf einem Erlass Adolf Hitlers vom 12. Oktober 1939 und löste daraufhin die geltende Militärverwaltung ab. Es umfasste zunächst eine Fläche von 95.000 km² und wurde am 1. August 1941, nach dem Angriff auf die Sowjetunion, um den zuvor sowjetisch besetzten Distrikt Galizien auf 144.000 km² erweitert.
In der deutschen Besetzung des Generalgouvernements verbanden sich Ausbeutungs- und Vernichtungspolitik. Die jüdische und ein großer Teil der polnischen Bevölkerung wurden umgebracht. Parallel zu den Vernichtungsaktionen (Vernichtung durch Arbeit) wurde eine Ausbeutungspolitik entfaltet, die den starken Arbeitskräftemangel in der deutschen Wirtschaft kompensieren sollte.
Ökonomisch sollte das Generalgouvernement völlig vom Großdeutschen Reich abhängig sein, dabei aber möglichst nichts kosten. Das Generalgouvernement wurde zum Bestandteil des großdeutschen Machtbereichs gezählt, sollte jedoch nicht ein nach deutschem Muster verwaltetes Territorium werden; die Okkupationsverwaltung sollte sich nur um die unmittelbaren Belange der Okkupanten selbst kümmern und die Polen ihrem Schicksal überlassen.

## Einrichtung
Die nach wenigen Wochen erzielten deutschen Erfolge im Krieg gegen Polen führten zu dessen militärischer Besetzung durch die Wehrmacht. Zunächst waren für den Aufbau der Militärverwaltung die Chefs der Zivilverwaltung bei den einzelnen Armeen zuständig, am 25. September 1939 wurde das Gebiet durch Führererlass unter Militärverwaltung gestellt und in vier Militärbezirke aufgeteilt. Grundsätzlich unterschieden die Besatzer zwei Gebiete: Die westlichen Teile Polens wurden annektiert, das übrige Gebiet, das so genannte „Restpolen“ sollte gemäß einem weiteren Führererlass vom 12. Oktober 1939 in ein „Generalgouvernement für die besetzten polnischen Gebiete“ überführt werden. Die Bezeichnung Generalgouvernement wurde bewusst in Anlehnung an das während des Ersten Weltkrieges vom Deutschen Kaiserreich militärisch verwaltete Generalgouvernement Warschau gewählt. Zunächst war in der nationalsozialistischen Führung überlegt worden, ob man in den nicht zu annektierenden Gebieten Polens einen polnischen Reststaat unter deutscher Oberhoheit errichten solle. Diese Möglichkeit war im geheimen Zusatzabkommen zum deutsch-sowjetischen Nichtangriffspakt offengelassen worden, und Hitler befürwortete zunächst diese Möglichkeit, um einen Kriegseintritt Großbritanniens zu vermeiden. Nachdem dieser aber am 2. September erfolgt war und die Rote Armee, wie von Deutschland wiederholt gefordert, am 17. September Ostpolen besetzt hatte, war bald nicht mehr von einem Reststaat, sondern nurmehr von einem Restgebiet die Rede, das zu bilden sei, ein Reservat ohne jede Mitsprachemöglichkeit der Bevölkerung. Mit der Bildung des Generalgouvernements erhielt, wie Martin Broszat schreibt, „der Gedanke eines restpolnischen Gebietes seinen neuen, zynischen Sinn: nicht eigene polnische Staatlichkeit, sondern Staats- und Nationslosigkeit, Degradierung des Generalgouvernements zum Reservoir einer entnationalisierten, ihrer Führerschaft beraubten und kulturell auf eine Elementarstufe herabgedrückten, halbfreien Arbeitsbevölkerung unter strenger deutscher Herrschaft.“
Mit Wirkung vom 26. Oktober 1939 wurde entsprechend einem vom Reichsministerium des Innern ausgearbeiteten Gesetz das Generalgouvernement für die besetzten polnischen Gebiete einer Zivilverwaltung unterstellt und der militärischen Verwaltung des Oberbefehlshabers Ost, Gerd von Rundstedt, entzogen. Die vier Militärbezirke wurden aufgelöst, ihre Befugnisse übernahm Hans Frank als Generalgouverneur, der eine eigenständige zivile Besatzungsverwaltung leitete. Die Einrichtung erfolgte abrupt und ohne Konsultation mit der Wehrmacht. Der Historiker Rolf-Dieter Müller sieht hier einen Zusammenhang mit der Kritik an der nationalsozialistischen Terrorpolitik, die Oberbefehlshaber Ost General Johannes Blaskowitz geäußert hatte. Er sah seinen Spielraum nun darauf reduziert, Ersatzeinheiten für die Westfront auszubilden und die Grenze zur Sowjetunion zu sichern, doch wusste er sich dadurch einen großen Einfluss im Generalgouvernement zu sichern.

## Territorium

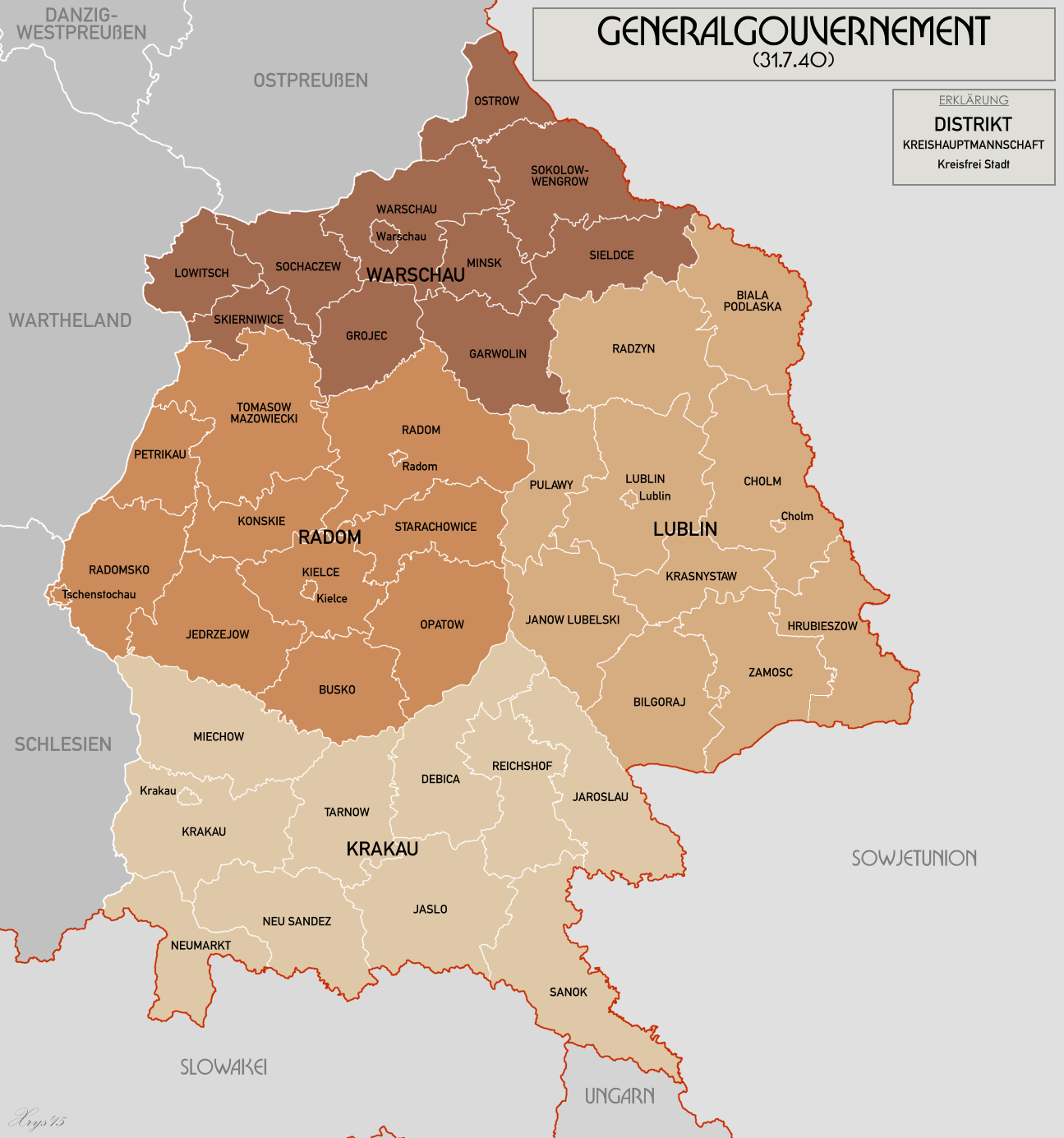
Territoriale Gliederung des Generalgouvernements (31. Juli 1940)

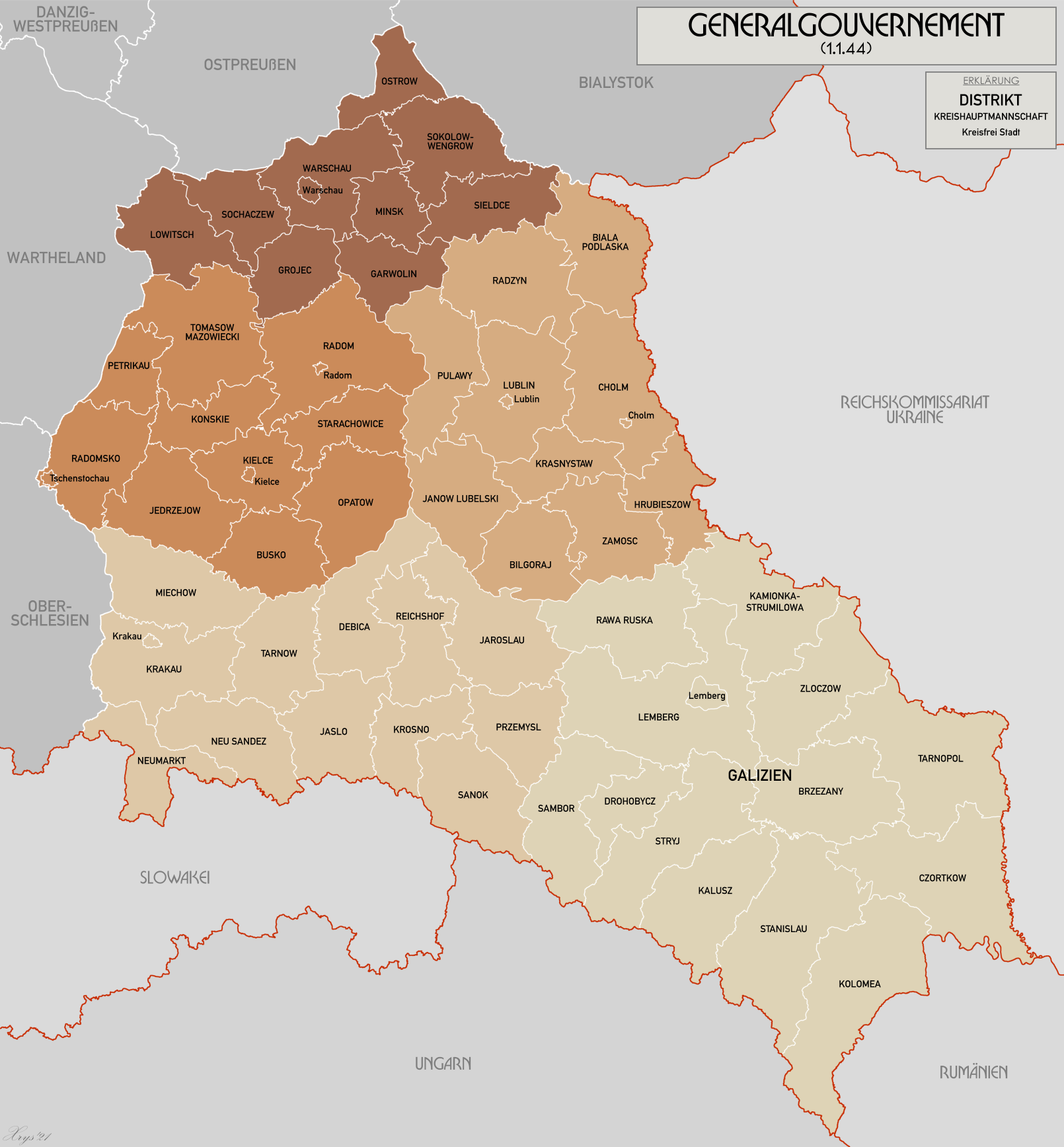
Territoriale Gliederung des Generalgouvernements (ab 1941)

Das Generalgouvernement umfasste Zentralpolen und gliederte sich zunächst in die vier Distrikte Krakau, Radom, Warschau und Lublin mit der entsprechenden Anzahl von Stadt- und Landkreisen. Nach Beginn des Deutsch-Sowjetischen Krieges kam am 1. August 1941 das sowjetukrainische Gebiet um Lemberg als neuer Distrikt Galizien mit Sitz in Lemberg zum Generalgouvernement. Das Generalgouvernement hatte eine Gesamtfläche von 142.000 km² mit etwa 12 Millionen Einwohnern. Im Osten grenzte es an die deutsch-sowjetische Teilungslinie an den Flüssen Bug und San, im Süden an Ungarn (Karpatoukraine) und die ein halbes Jahr zuvor gebildete selbständige Slowakische Republik sowie im Westen und Norden an das Deutsche Reich (preußische Provinz Schlesien, später Oberschlesien, Ostpreußen und den Reichsgau Wartheland). Die Grenze zur Slowakei war bereits am 21. September 1939 durch die Abtretung des polnischen Arwa-Zips-Gebietes zu deren Gunsten verschoben worden.
Dienstsitz des Generalgouverneurs Frank aus Berlin wurde zunächst die Stadt Lodsch (Łódź). Nach deren überstürzter Eingliederung in das Deutsche Reich am 9. November 1939 verlegte der Generalgouverneur seinen Sitz ab dem 26. Oktober 1939 auf den Wawel in Krakau.
Seit dem 31. Juli 1940 führte das Generalgouvernement für die besetzten polnischen Gebiete nur noch die Bezeichnung Generalgouvernement. Das Amt des Generalgouverneurs in Krakau bezeichnete sich nunmehr als Regierung des Generalgouvernements. Die bisherigen Distriktschefs erhielten die neue Bezeichnung Gouverneur. Die staatliche Gewalt lag beim Generalgouverneur und dem Vorsitzenden des Ministerrats für die Reichsverteidigung und Beauftragten für den Vierjahresplan, Reichsmarschall Hermann Göring. Darüber hinaus ermächtigte Hitler die obersten Reichsbehörden, direkt Anordnungen für das Generalgouvernement zu treffen.
Damit erhielten auch Heinrich Himmler und Reinhard Heydrich Eingriffsrechte in die Angelegenheiten des Generalgouvernements. In der Folgezeit erreichten diese über ihre Exekutivorgane de facto die alleinige Zuständigkeit, auch wenn sich Frank dagegen stemmte. Der polykratische Antagonismus zwischen Frank und Himmler blieb kennzeichnend für die Verwaltung des Generalgouvernements.
Die Grenzen der Distrikte wurden völlig neu bestimmt, wohingegen die Kreise im Wesentlichen ihre bisherigen Abgrenzungen behielten. Zur Jahreswende 1939/1940 wurden aus Mangel an deutschem Personal jeweils mehrere Landkreise zu größeren Verwaltungseinheiten zusammengefasst, welche die Bezeichnung „Kreishauptmannschaft“ beziehungsweise „Stadthauptmannschaft“ erhielten. Sie wurden von deutschen Verwaltern (Kreis- oder Stadthauptkommissaren), insgesamt 130 Funktionären aus dem Altreich wie z. B. Fritz Schwitzgebel, regiert. Die Verwaltung der örtlichen Landgemeinden (= Sammelgemeinden mit mehreren Dorfgemeinden) lag in polnischer Hand.
Wechsel der Stadtkreise:
- Krakau, Lublin, Radom, Tschenstochau und Warschau wurden mit Beginn der deutschen Verwaltung Stadtkreise.
- Am 13. Juli 1940 wurde nach Eingemeindungen in die deutsch gebliebenen Teile der Stadt Przemyśl westlich des San der Stadtkreis Deutsch-Przemysl gebildet, der bis dahin der Bezirkshauptmannschaft Jaroslau angehört hatte. Dieser wurde am 15. November 1941 nach Eingemeindung des bisher zum Distrikt Galizien gehörigen Ostteiles von Przemysl in Stadt Przemysl umbenannt, welche nunmehr als kreisangehörige Stadt Verwaltungssitz der neuen Kreishauptmannschaft Przemysl wurde.
- Am 10. Oktober 1940 wurde der Stadtkreis Kielce gegründet.
- Am 11. August 1941 wurde Lemberg als Stadtkreis bestätigt.

## Rechtsstellung
Der völkerrechtliche Status des Generalgouvernements blieb bis 1945 ungeklärt. Es galt als „Nebenland des Reichs“ und wurde dementsprechend auch als Reichsnebenland bezeichnet, das der deutschen Machtausübung („Raumhoheit“) unterliege, aber nicht Bestandteil des Großdeutschen Reiches war, sodass es als Ausland qualifiziert werden konnte. Der unklare Status des Generalgouvernements schien für seine rückhaltlose Ausbeutung geeignet, andererseits erwies sich aber bald, dass zumindest rudimentäre gesetzliche Prinzipien für die Verwaltung nötig waren, um eben diese Ausbeutung nicht zu erschweren.
Vom Reich war das Generalgouvernement durch eine Polizei-, Währungs-, Devisen- und Zollgrenze getrennt. Der seinerzeit nationalsozialistische Rechtswissenschaftler Wilhelm Grewe bemerkte, dass in den offiziellen Verlautbarungen weder der Debellations- noch der Okkupationsbegriff verwendet würde. Daraus schloss er, dass die am Staatsbegriff orientierten Kategorien des hergebrachten Völkerrechts wie Staatsgebiet oder herrenloses Gebiet nicht mehr zeitgemäß seien: „Das Generalgouvernement ist weder herrenloses Gebiet noch deutsches Reichsgebiet im staatsrechtlichen Sinne“.

## Terror
Die deutsche Herrschaft im Generalgouvernement gilt als schrecklichste Erscheinungsform des nationalsozialistischen Terrors. Rund drei Millionen polnische Juden und fast ebenso viele Polen wurden während des Zweiten Weltkrieges im Generalgouvernement ermordet oder fielen Terrorhandlungen (u. a. Massaker von Przemyśl, so genannten „Sonderaktionen“ wie der Sonderaktion Krakau) und der gezielten Hungerpolitik der Besatzer zum Opfer. Generalgouverneur Frank sagte im Februar 1940 gegenüber einem Journalisten:

„In Prag waren zum Beispiel große rote Plakate angeschlagen, auf denen zu lesen war, dass heute sieben Tschechen erschossen worden sind. Da sagte ich mir: wenn ich für je sieben erschossene Polen ein Plakat aushängen lassen wollte, dann würden die Wälder Polens nicht ausreichen, das Papier herzustellen für solche Plakate.“

Erklärtes Ziel der nationalsozialistischen Besatzer war es, das Generalgouvernement „judenfrei“ zu machen und die Polen zu vertreiben, damit sich dort Deutsche ansiedeln konnten. Dann sollte das Generalgouvernement dem Reich einverleibt werden. Generalgouverneur Frank erklärte bei einer Abteilungsleitersitzung in Krakau am 26. März 1941: 

„Der Führer hat mir versprochen, daß das Generalgouvernement in absehbarer Zeit von Juden völlig befreit sein werde. Außerdem ist klar entschieden, daß das Generalgouvernement in Zukunft ein deutscher Lebensbereich sein wird. Wo heute zwölf Millionen Polen wohnen, sollen einmal vier bis fünf Millionen Deutsche wohnen. Das Generalgouvernement muß ein so deutsches Land werden wie das Rheinland.“

 Eine besonders verhängnisvolle Rolle spielten bei diesem Plan die so genannten Schmalzowniks.

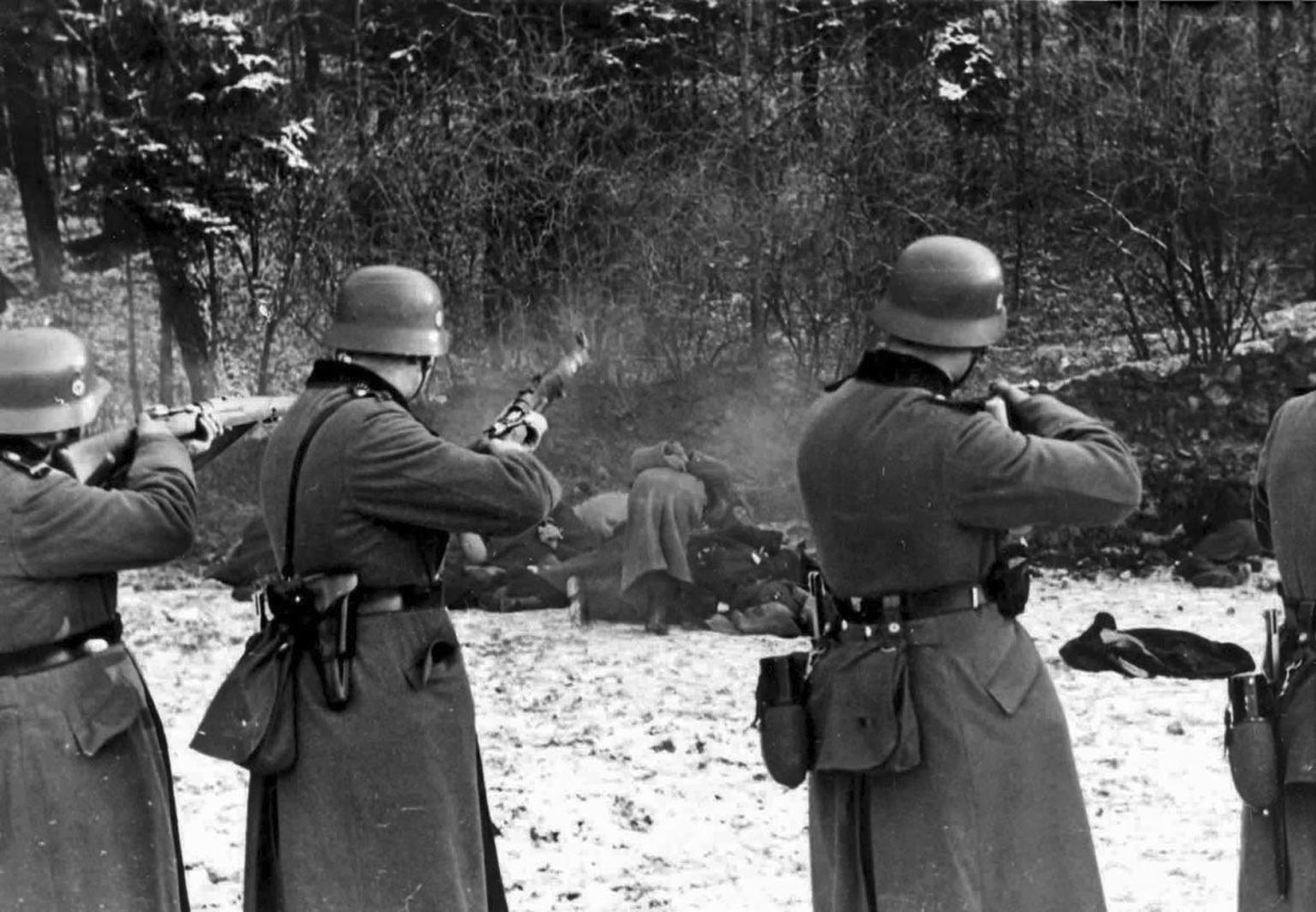
Massaker in Bochnia 1939

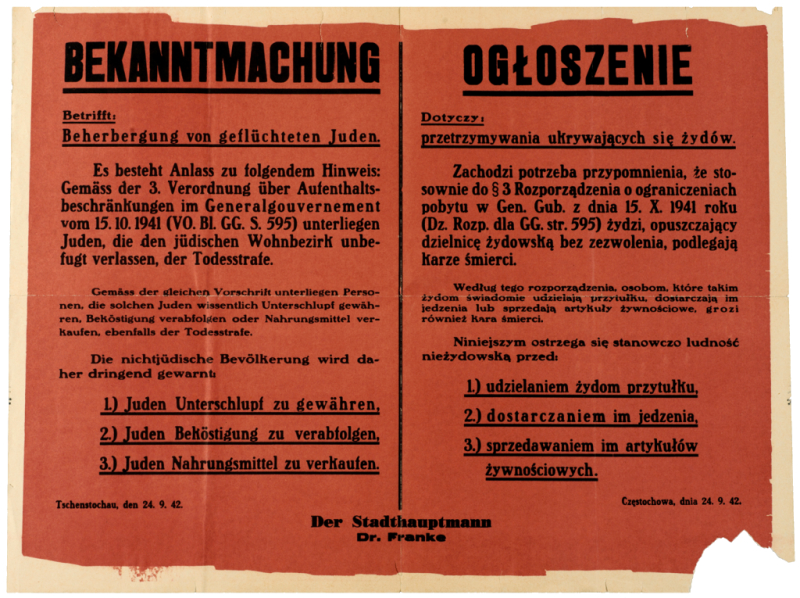
Eine Bekanntmachung des Stadthauptmanns Dr. Franke in Tschenstochau vom 24. September 1942

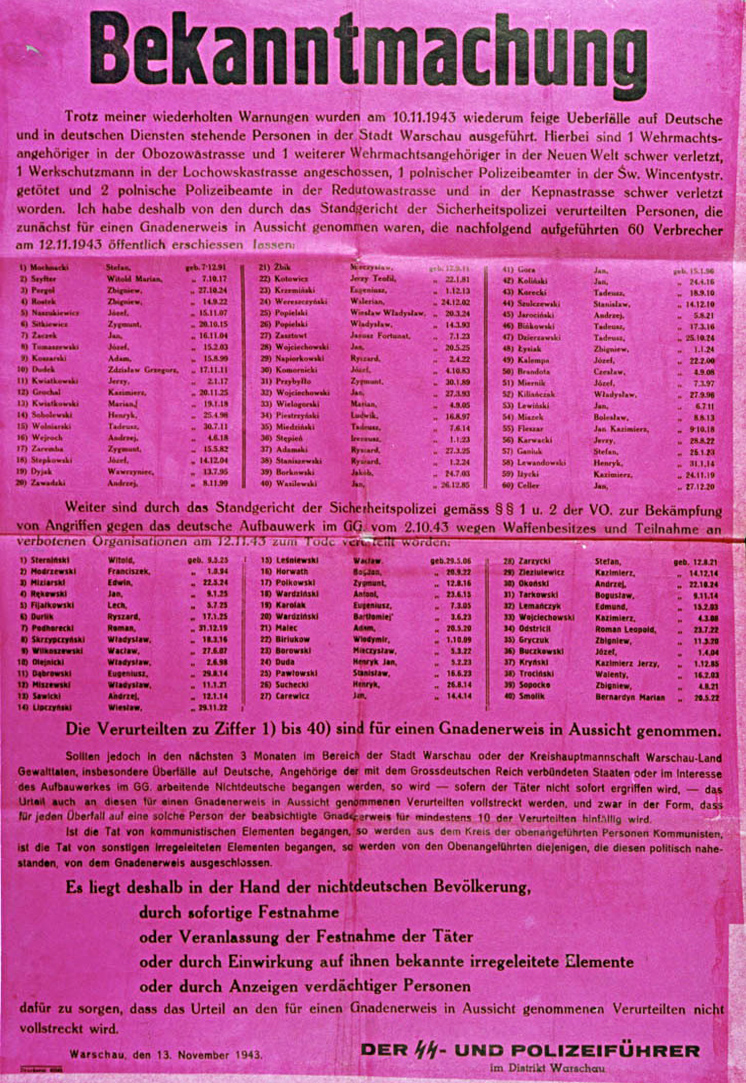
Hinrichtungen und Geiselliste mit der Aufforderung zur Anzeige von Verdächtigen (Denunziation), 1943

Den Polen sollte jede Möglichkeit der Selbstständigkeit genommen werden; so waren zum Beispiel die polnischen Ober- und Hochschulen geschlossen und das Erziehungs- und Pressewesen auf ein Minimum zurückgestutzt worden, um die Unterdrückung der slawischen Bevölkerung zu zementieren. In einer Notiz des Reichsführers SS Heinrich Himmler heißt es dazu: 

„Eine grundsätzliche Frage bei der Lösung all dieser Probleme ist die Schulfrage und damit die Sichtung und Siebung der Jugend. Für die nicht-deutsche Bevölkerung des Ostens darf es keine höhere Schule geben, als die vierklassige Volksschule. Das Ziel dieser Volksschule hat lediglich zu sein: Einfaches Rechnen bis höchstens 500, Schreiben des Namens, eine Lehre, daß es ein göttliches Gebot ist, den Deutschen gehorsam zu sein, und ehrlich, fleißig und brav zu sein. Lesen halte ich nicht für erforderlich. Außer dieser Schule darf es im Osten überhaupt keine Schule geben. […] Die Bevölkerung des Generalgouvernements setzt sich dann zwangsläufig, nach einer konsequenten Durchführung dieser Maßnahmen, im Laufe der nächsten zehn Jahre aus einer verbleibenden minderwertigen Bevölkerung […] zusammen. Diese Bevölkerung wird als führerloses Arbeitsvolk zur Verfügung stehen und Deutschland jährlich Wanderarbeiter und Arbeiter für besondere Arbeitsvorkommen (Straßen, Steinbrüche, Bauten) stellen.“

Das Gebiet des Generalgouvernements wurde mit einem dichten Netz von Konzentrationslagern überzogen, wo die SS-Totenkopfverbände und die Gestapo schrankenlos walten konnten. Es gab Arbeitslager, Lager für Untersuchungshäftlinge und Kriegsgefangenenlager, wo die Sterblichkeit der Insassen besonders groß war. Die polnischen Juden sperrte man in Ghettos, deren größtes das im Oktober 1940 eingerichtete Warschauer Ghetto war. Hier lebten 450.000 Juden unter menschenunwürdigen Bedingungen und wurden zur Arbeit gezwungen. Im Juni/Juli 1941 führten Einsatzgruppen der Sicherheitspolizei und des SD im Generalgouvernement erste großangelegte Massenmorde an der jüdischen Bevölkerung durch. Von Juli 1942 bis Oktober 1943 wurden im Rahmen der Vernichtungsoperation Aktion Reinhardt die Ghettos aufgelöst: Zwei Millionen polnischer Juden sowie rund 50.000 Roma wurden in den vier Vernichtungslagern Belzec, Sobibor, Treblinka und Majdanek ermordet. Das größte Massaker im Generalgouvernement war die „Aktion Erntefest“: Am 3. und 4. November 1943 wurden von mehreren Bataillonen der Ordnungspolizei 42.000 jüdische Zwangsarbeiter erschossen.

## Zwangsarbeit

### Arbeitspflicht für die polnische Bevölkerung
Die Polen erhielten nur circa 600 Kilokalorien am Tag. Sie wurden aufgrund der Verordnung über die Einführung der Arbeitspflicht für die polnische Bevölkerung des Generalgouvernements vom 26. Oktober 1939 zur Zwangsarbeit im Generalgouvernement herangezogen oder nach der sog. Dienstverpflichtungsverordnung vom 13. Mai 1942 auch in Gebiete außerhalb davon verschleppt. Kinder von Zwangsarbeiterinnen wurden in sogenannte Kindersammelstellen gebracht, die dem Zweck dienten, die Kinder unbemerkt von der Öffentlichkeit verkümmern zu lassen. Dies geschah vor allem durch systematische Verwahrlosung und durch Unterernährung. In diesen Sammelstellen erhielten die Kinder täglich nur einen halben Liter Milch und drei Stück Zucker.

### Arbeitszwang für die jüdische Bevölkerung
Mit Verordnung über die Einführung des Arbeitszwangs für die jüdische Bevölkerung des Generalgouvernements vom 26. Oktober 1939 wurde für die dort ansässigen Juden mit sofortiger Wirkung der Arbeitszwang eingeführt. Die Verpflichteten wurden zu diesem Zweck in „Zwangsarbeitertrupps“ zusammengefasst. Die zur Durchführung dieser Verordnung erforderlichen Vorschriften erließ nicht der für die Durchführung der Arbeitspflicht für die polnische Bevölkerung zuständige Leiter der Abteilung Arbeit im Amt des Generalgouverneurs, sondern der höhere SS- und Polizeiführer.

## Widerstand
Gegen die deutsche Herrschaft bildete sich trotz oder gerade wegen der brutalen Unterdrückung die polnische Heimatarmee. Diese organisierte mehrere Aufstände, von denen die meisten von den deutschen Besatzern blutig niedergeschlagen wurden. Zu den bekanntesten Aufständen gehören der Aufstand im Warschauer Ghetto vom Frühling 1943 und der Warschauer Aufstand von August bis Oktober 1944.

## Verwaltungsaufbau
Der Generalgouverneur unterstand ausschließlich und unmittelbar Hitler, alle Verwaltungszweige waren ihm in alleiniger Verantwortung zugewiesen. Zur Führung der Verwaltung bediente er sich der Regierung des Generalgouvernements, der die Gouverneure und darunter die Stadt- und Kreishauptmänner nachgeordnet waren. Die Zahl der deutschen Verwaltungsbeamten blieb klein, die Verwaltung erfolgte nach kolonialen Grundsätzen.
Sowohl auf Distrikts- als auch auf Kreisebene waren alle Verwaltungszweige zusammengefasst (Einheit der Verwaltung), sodass für Sonderbehörden kein Raum war.
Die Befugnis, im Generalgouvernement neues Recht zu setzen, hatten nach dem Gesetz vom 12. Oktober 1939:
- der Ministerrat für die Reichsverteidigung,
- der Beauftragte für den Vierjahresplan,
- der Generalgouverneur.

In Berlin war der „Bevollmächtigte des Generalgouverneurs“ damit beauftragt, insbesondere die Wirtschaftsbeziehungen aufzubauen und zu fördern.
Die Polizei des Generalgouvernements unterstand dem Höheren SS- und Polizeiführer in Krakau (HSSPF), der neben dem Staatssekretär (Stellvertreter des Generalgouverneurs) dem Generalgouverneur Frank unmittelbar unterstand. Der Höhere SS- und Polizeiführer war zugleich der Beauftragte des Reichskommissars für die Festigung des deutschen Volkstums. Um wenigstens teilweise noch Einfluss auf die Exekutive zu behalten, baute Generalgouverneur Frank den Sonderdienst auf, eine Art Ersatzpolizei aus Volksdeutschen, die auf Kreisebene agierte. Hier zeigte sich die für das NS-Regime typische Polykratie, insofern es Frank trotz großer Anstrengungen nicht gelang, die Kompetenz für die Polizei und damit für die Volkstums- und Siedlungspolitik zu erlangen, die rasch das beherrschende Politikfeld im Generalgouvernement wurde.
Dem HSSPF wiederum unterstanden der Befehlshaber der Ordnungspolizei und der Befehlshaber der Sicherheitspolizei und des SD (BdS). Diese Befehlshaber und die ihnen unterstellten Einsatzkommandos hatten im Wesentlichen die Aufgabe, in den zu erobernden „Ostgebieten“ vor allem den politischen Gegner, kommunistische Funktionäre sowie alle als „rassisch minderwertig“ angesehenen Menschen („Juden und Zigeuner“) zu ermorden. In jedem der fünf Distrikte gab es einen SS- und Polizeiführer (SSPF). Die im Generalgouvernement eingesetzten Streitkräfte der Wehrmacht unterstanden dem Wehrmachtbefehlshaber im Generalgouvernement unter dem Oberbefehlshaber des Heeres. In einem Führererlass vom 19. Oktober 1939 wurden Sonderrechte der Wehrmacht zur Wahrung der militärischen Belange und im Falle innerer Unruhen festgelegt.

## Wehrmacht
Mit der Ausrufung des Generalgouvernements übernahm Generaloberst Blaskowitz am 26. Oktober 1939 als Oberbefehlshaber Ost den militärischen Territorialbefehl, den zuvor Rundstedt hatte. Er exponierte sich durch offene Kritik an der Terror- und Volkstumspolitik im Generalgouvernement, zog sich Hitlers Unmut zu und wurde im Mai 1940 von Generalleutnant Curt Ludwig Freiherr von Gienanth abgelöst.

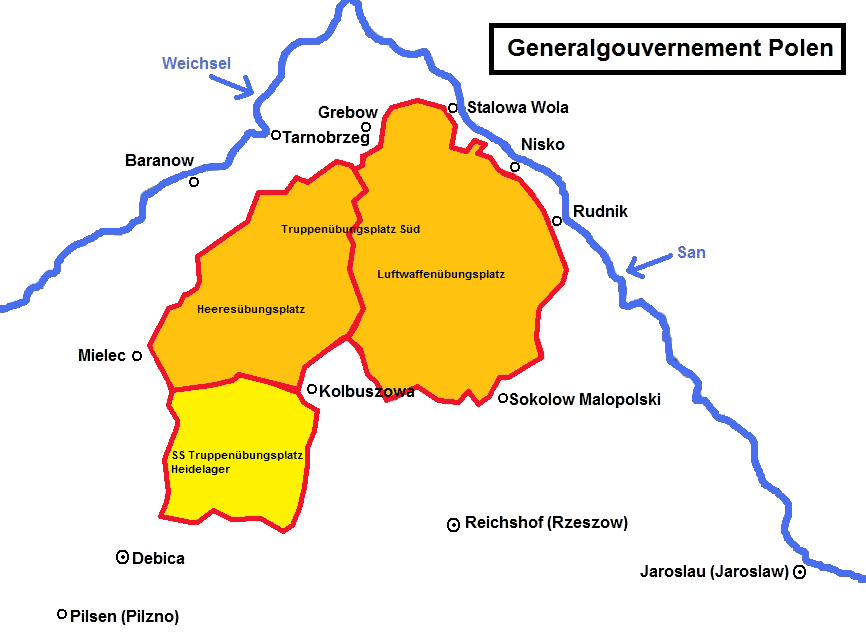
Truppenübungsplatz Süd

Ab Ende 1939 wurde mit der Planung und dem Aufbau großer Truppenübungsplätze begonnen. Zehntausende Polen mussten hierfür zwangsumgesiedelt werden. Der größte zusammenhängende Truppenübungsplatzkomplex, der Truppenübungsplatz Süd und der damit territorial zusammenhängende SS-Truppenübungsplatz Heidelager, entstand in Westgalizien. Er umfasste mehrere hundert Quadratkilometer. Des Weiteren wurde der große Truppenübungsplatz Mitte bei Radom eingerichtet. Weitere große Truppenübungsplätze der Wehrmacht waren der Truppenübungsplatz Rembertow bei Warschau und der Truppenübungsplatz Reichshof in Südpolen.
Im Zuge des Aufmarschs für das „Unternehmen Barbarossa“ auf dem Gebiet des Generalgouvernements ging die militärische Führung auf die oberste Kommandobehörde des Heeres über. Ihr wurde auch der Militärbefehlshaber im Generalgouvernement unterstellt. Diese neue Bezeichnung hatte im Juli 1940 den alten Oberbefehlshaber Ost ersetzt. Das Generalgouvernement wurde seitdem nur noch verwaltungsmäßig als Operationsgebiet des Heeres angesehen und galt ab 1. September 1942 ansonsten als Heimatkriegsgebiet. Seitdem bildete das Generalgouvernement einen eigenen Wehrkreis, in dem Soldaten zur Wehrmacht eingezogen wurden. Gienanth wurde durch einen Wehrkreisbefehlshaber, General Siegfried Haenicke, ersetzt. Am 11. September 1944 wurde, der geänderten militärischen Lage entsprechend, ein Heeresgebiet Generalgouvernement eingerichtet.

## NSDAP
Als Reichsleiter der NSDAP leitete Frank den „Arbeitsbereich Generalgouvernement der NSDAP“. Dieser untergliederte sich in Distriktstandortführungen und Standorte (= Ortsgruppen).
Der Arbeitsbereich Generalgouvernement der NSDAP führte die „Deutsche Gemeinschaft“, in der alle Deutschen, die nicht Mitglied der NSDAP waren, sowie alle Volksdeutschen, erfasst waren. Die „Volksdeutsche Gemeinschaft“, gegründet am 20. April 1940, war im Mai 1941 in die „Deutsche Gemeinschaft“ überführt worden.

## Finanzen und Wirtschaft

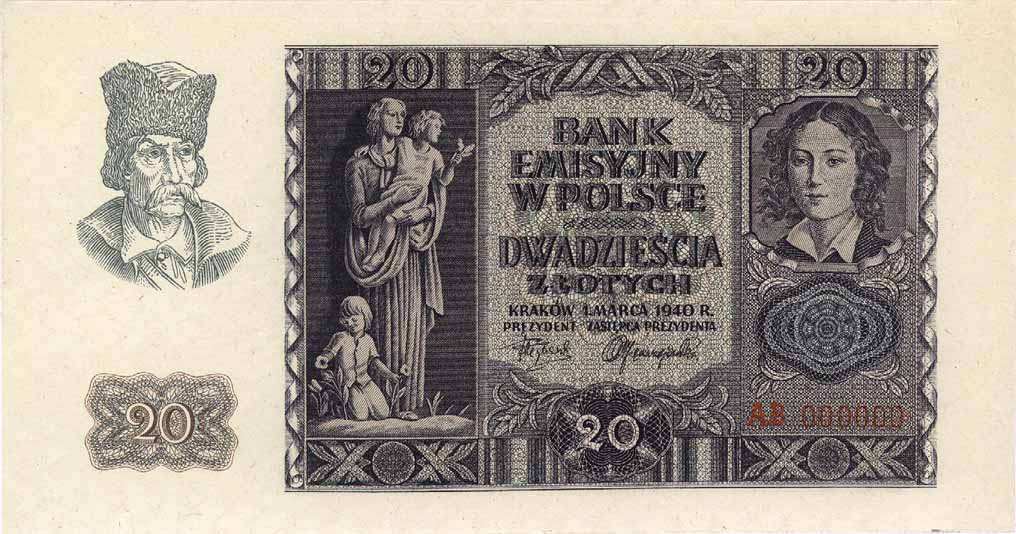
20 Złoty

Die polnische Währung wurde im Generalgouvernement beibehalten; der Kurs wurde auf 2 Złoty zu 1 Reichsmark festgelegt. Die Noten der 1924 gegründeten früheren Bank Polski wurden im Mai 1940 durch die am 15. Dezember 1939 gegründete neue Emissionsbank im Generalgouvernement umgewechselt (1 Złoty = 1 Złoty).
Die am 15. November 1939 errichtete Treuhandstelle im Generalgouvernement mit ihren Außenstellen in den Distriktsorten verwaltete sowohl das beschlagnahmte Vermögen des aus deutscher Sicht untergegangenen polnischen Staates als auch „privates“ polnisches oder jüdisches Vermögen.
Die Haupteinnahmequelle des Generalgouvernements waren jedoch die Monopole, denen ab 1942 Hermann Senkowsky vorstand. Das Generalgouvernement war in die nationalsozialistische Kriegswirtschaft integriert, wenn auch die Volkstumspolitik im Konfliktfall stets Priorität hatte. Ökonomisch bedeutsam war die Rekrutierung von Zwangsarbeitern: Bis 1942 waren bereits etwa eine Million Polen aus dem Generalgouvernement zum Arbeiten ins Deutsche Reich verbracht.
Der „Arbeitseinsatz“ der polnischen und jüdischen Bevölkerung wurde über die örtlichen Arbeitsämter geleitet. Für die polnische Bevölkerung bestand Arbeitspflicht und eine Beschränkung des Arbeitsplatzwechsels. Für die jüdische Bevölkerung bestand Arbeitszwang.
Ab 1. Dezember 1940 war der Baudienst im Generalgouvernement für bedeutsame Arbeiten auf dem Gebiet der Landeskultur, des Ausbaues der Verkehrslinien oder bei Notständen zuständig. Er war gegliedert in den polnischen Baudienst, den ukrainischen Heimatdienst und den goralischen Heimatdienst.

## Justiz

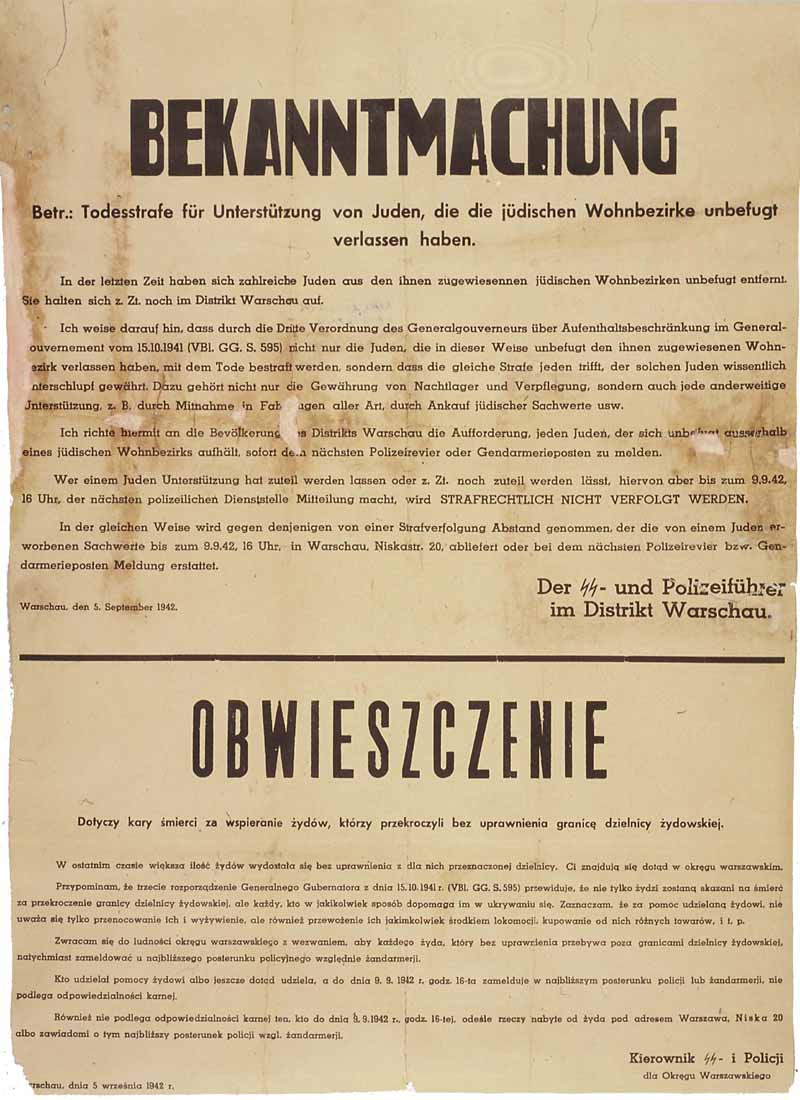
Hinrichtungen wegen Unterstützung geflohener Juden (5. September 1942)

Die Gerichtsbarkeit lag bei den Höheren SS- und Polizeiführern, die Himmler unterstanden. Wichtige Städte im Generalgouvernement verfügten über deutsche Gerichte und ein deutsches Obergericht für jeden Distrikt. Ein Oberstes Gericht fehlte. Ferner gab es wie im Deutschen Reich Sondergerichte.
Daneben bestand die polnische Gerichtsbarkeit weiter. Das Oberste Gericht Polens wurde allerdings aufgehoben und durch ein Appellationsgericht an jedem Distriktsort ersetzt. Diese Gerichte hatten polnisches Recht unter Polen anzuwenden. Bei einer Normenkollision hatten die deutschen Gerichte und das deutsche Recht den Vorrang.

## Post

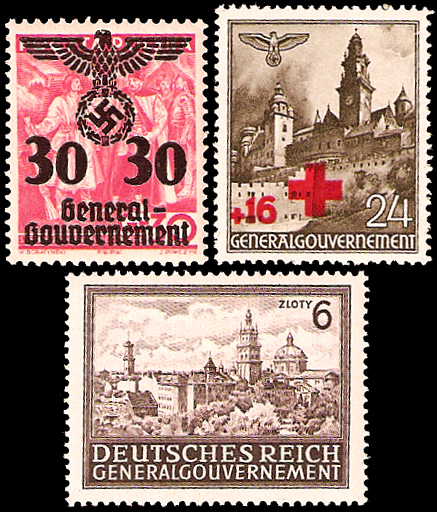
Briefmarken Generalgouvernement

Das Post- und Fernmeldewesen wurde durch die „Deutsche Post Osten“ wahrgenommen. Deren Leiter (von Ende Oktober 1939 bis Januar 1945 Richard Lauxmann) hatte seinen Sitz in Krakau. Ihm unterstanden die Distriktspostverwaltungen und unter diesen die Vorsteher der einzelnen Postämter.
Die Deutsche Post Osten gab eigene Postwertzeichen heraus. Die erste Serie Freimarken mit 13 Werten erschien im Dezember 1939. Es handelte sich um provisorisch mit polnischer Währungsbezeichnung und „Deutsche Post Osten“ überdruckte Hindenburg-Medaillon-Marken. Die zweite Serie wurde im März 1940 in Umlauf gebracht. Diese Serie mit 26 Werten bestand aus Restbeständen polnischer Sonder- und Portomarken mit Überdruck „Generalgouvernement“. Im August 1940 kamen die ersten eigens für die okkupierten Gebiete gestalteten Briefmarken an die Schalter. Die aufwändig gestaltete Serie mit zwölf Werten wurde in der Reichsdruckerei Wien hergestellt und zeigt Bauwerke, Schlösser und Kirchen in Lublin, Krakau und Warschau. Ab Herbst 1941 trugen die Briefmarken zusätzlich die Inschrift „Deutsches Reich“ und ab 1943 „Großdeutsches Reich“.
Bis Oktober 1944 erschienen insgesamt 165 Postwertzeichen, darunter 125 verschiedene Marken für den normalen Postverkehr (siehe Briefmarken-Ausgaben für das Generalgouvernement 1940, 1941, 1942, 1943 und 1944), 36 verschiedene Dienstmarken für Behörden und vier Zustellungsmarken.
Neben Adolf Hitler wurden noch August der Starke, Hans Boner, Konrad Celtis, Hans Dürer, Josef Elsner, Nikolaus Kopernikus, Georg Gottlieb Pusch, Andreas Schlüter, Johann Christian Schuch und Veit Stoß mit Sondermarken geehrt. Polnische Persönlichkeiten wurden nicht abgebildet. Zu den Gestaltern zählten unter anderen Erwin Puchinger, Ferdinand Lorber und Wilhelm Dachauer.
Die Briefmarken waren nur in den Distrikten des Generalgouvernements gültig. Die Postgebühren entsprachen denen des Deutschen Reichs zum Umrechnungskurs 1 Pfennig = 2 Groschen.
Ab Oktober 1943 war das Generalgouvernement in das reichsdeutsche System der Postleitzahlen eingebunden. Es galt für das gesamte Gebiet die Postleitzahl 7 a.

## Eisenbahn
Die während des Einmarsches in Lodsch errichtete neue deutsche Eisenbahndirektion und die nach Krakau von der Reichsbahndirektion Oppeln aus vorgeschobene Betriebsabteilung wurden zum 9. November 1939 in Krakau zur Generaldirektion der Ostbahn vereinigt. Formell war diese, kurz Gedob genannte Einrichtung bereits am 26. Oktober 1939 gegründet worden. Die der „Ostbahn“ selbst erfolgte erst am 27. November. Diese leitete über die Ostbahn-Betriebsdirektionen (seit Dezember 1940: Ostbahn-Bezirksdirektionen) Krakau, Lublin, Radom und Warschau die Ostbahn, die das Eisenbahnnetz der früheren polnischen Staatsbahn PKP übernommen hatte, allerdings nicht deren Rechtsnachfolger war. Der Betrieb wurde zum größten Teil durch deutsches Eisenbahnpersonal wahrgenommen.
Bis zum Winter 1939/1940 waren die Zerstörungen im ehemals polnischen Eisenbahnnetz soweit beseitigt, dass die deutschen Truppen vom Bug und San mit der Eisenbahn zurückgeführt werden konnten. Im Frühjahr 1940 waren die Eisenbahnstrecken bis auf einige noch fehlende Brückenreparaturen wieder einsatzfähig.
Nach Abschluss des deutsch-sowjetischen Wirtschaftsvertrages im Frühjahr 1940 wurden die Grenzübergänge bei Brest-Litowsk und Przemysl erheblich ausgebaut. Dort wurden leistungsfähige Umladebahnhöfe errichtet, da hier die russische Breitspur auf die europäische Normalspur traf.
Seit Oktober 1940 wurden durch das Otto-Programm die größeren West-Ost-Eisenbahnstrecken durch das Generalgouvernement nach Kriegsschäden wiederhergestellt und ausgebaut, sodass sich ihre Transportkapazität vervielfachte. Insbesondere betraf dies die Eisenbahnstrecke von Radom via Demblin nach Lublin.
Mit der Eingliederung des neuen Distrikts Galizien am 1. August 1941 wurde die neue Ostbahn-Bezirksdirektion Galizien errichtet. Diese konnte allerdings erst am 1. Dezember 1941 das Streckennetz von der Haupteisenbahndirektion Kiew übernehmen.
Im Herbst 1942 wurde die Ostbahn-Bezirksdirektion Lublin aufgelöst und ihr Netz auf das der Direktionen Krakau, Radom und Warschau verteilt. Durch Erlass vom 8. März 1943 wurde auch die Ostbahn-Bezirksdirektion Radom aufgelöst; ab 1. Mai wurden für die drei verbleibenden Direktionen Krakau, Lemberg und Warschau – die jetzt Ostbahndirektionen hießen – Präsidenten ernannt. Im Übrigen wurde die volle Reichsbahnorganisation eingeführt. Als die Rote Armee vorrückte, wurden die Dienststellen der Ostbahn 1944/45 nach und nach in den Westen verlagert und erreichten schließlich im Frühjahr 1945 über Bayreuth den Raum nördlich von Pilsen.

## Kraftverkehr
Das Unterscheidungskennzeichen für im Generalgouvernement zugelassene Kraftfahrzeuge war „Ost“. Davor befanden sich jeweils die römischen Ziffern I bis V für die Distrikte Krakau, Lublin, Radom, Warschau und Galizien.

### Eindeutschung der Ortsnamen
Die polnischen Ortsnamen behielten weiterhin ihre Gültigkeit. Die wichtigeren Orte erhielten allerdings eingedeutschte oder der deutschen Sprache angepasste Bezeichnungen.
Durch Erlass vom 15. September 1941 wurden ab 1. Oktober 1941 die Namen der folgenden polnischen Städte eingedeutscht:
Distrikt Krakau
| Jarosław    | Jaroslau           |
| Kraków      | Krakau             |
| Krzeszowice | Kressendorf        |
| Lanckorona  | Landskron          |
| Łańcut      | Landshut           |
| Nowy Sącz   | Neu-Sandez         |
| Nowy Targ   | Neumarkt (Dunajec) |
| Rzeszów     | Reichshof          |
| Stary Sącz  | Alt-Sandez         |
| Tarnów      | Tarnau             |

Distrikt Lublin
| Biała Podlaska | Biala-Podlaska |
| Biłgoraj       | Bilgoraj       |
| Chełm          | Cholm          |
| Janów Lubelski | Janow-Lubelski |
| Puławy         | Pulawy         |

Distrikt Radom
| Częstochowa          | Tschenstochau        |
| Końskie              | Konskie              |
| Piotrków Trybunalski | Petrikau             |
| Tomaszów Mazowiecki  | Tomaschow-Mazowiecki |

Distrikt Warschau
| Grójec            | Grojec   |
| Łowicz            | Lowitsch |
| Małkinia          | Malkinia |
| Mińsk Mazowiecki  | Minsk    |
| Ostrów Mazowiecka | Ostrow   |
| Sokolow           | Sokolow  |
| Warszawa          | Warschau |

## Stadtkreise und Kreishauptmannschaften 1944

### Distrikt Galizien
Gouverneure des Distrikts Galizien:
- Karl Lasch (1. August 1941 bis 6. Januar 1942, hingerichtet oder Suizid)
- Otto Wächter (22. Januar 1942 bis Juli 1944)

#### Stadtkreis
- Lemberg

#### Kreishauptmannschaften
- Brzezany
- Czortkow
- Drohobycz
- Kamionka-Strumilowa
- Kolomea
- Lemberg-Land
- Rawa-Ruska
- Stanislau
- Stryj
- Tarnopol
- Zloczow

### Distrikt Krakau
Gouverneure des Distrikts Krakau:
- Otto Wächter (26. Oktober 1939 bis 22. Januar 1942)
- Richard Wendler (31. Januar 1942 bis 26. Mai 1943)
- Ludwig Losacker (26. Mai bis 10. Oktober 1943)
- Curt Ludwig Ehrenreich von Burgsdorff (23. November 1943 bis 18. Januar 1945)

#### Stadtkreis
- Krakau

#### Kreishauptmannschaften
- Debica
- Jaroslau
- Jaslo
- Krakau-Land
- Krosno
- Miechow
- Neu-Sandez
- Neumarkt (Dunajec)
- Przemysl
- Reichshof
- Sanok
- Tarnow

### Distrikt Lublin
Gouverneure des Distrikts Lublin:
- Friedrich Schmidt (26. Oktober 1939 bis 1. Februar 1940)
- Ernst Zörner (1. Februar 1940 bis 10. April 1943)
- Richard Wendler (ab 26. Mai 1943)

SS- und Polizeiführer des Distrikts Lublin:
- Odilo Globocnik (9. November 1939 bis 26. August 1943)
- Jakob Sporrenberg (26. August 1943 bis November 1944)

#### Stadtkreis
- Lublin

#### Kreishauptmannschaften
- Biala-Podlaska
- Biłgoraj
- Cholm
- Hrubieszów
- Krasnik
- Krasnystaw
- Lublin-Land
- Pulawy
- Radzyń
- Zamosc

### Distrikt Radom
Gouverneure des Distrikts Radom:
- Karl Lasch (28. Dezember 1939 bis 1. August 1941)
- Ernst Kundt (1. August 1941 bis 17. Januar 1945)

#### Stadtkreise
- Kielce
- Radom
- Tschenstochau

#### Kreishauptmannschaften
- Busko
- Jędrzejów
- Kielce-Land
- Konskie
- Opatów
- Petrikau
- Radom-Land
- Radomsko
- Starachowice
- Tomaschow-Mazowiecki

### Distrikt Warschau
Gouverneur des Distrikts Warschau:
- Ludwig Fischer (26. Oktober 1939 bis 17. Januar 1945)

#### Stadtkreis
- Warschau

#### Kreishauptmannschaften
- Garwolin
- Grojec
- Lowitsch
- Minsk
- Ostrow
- Siedlce
- Sochaczew
- Sokolow
- Warschau-Land

## Baedekers Generalgouvernement

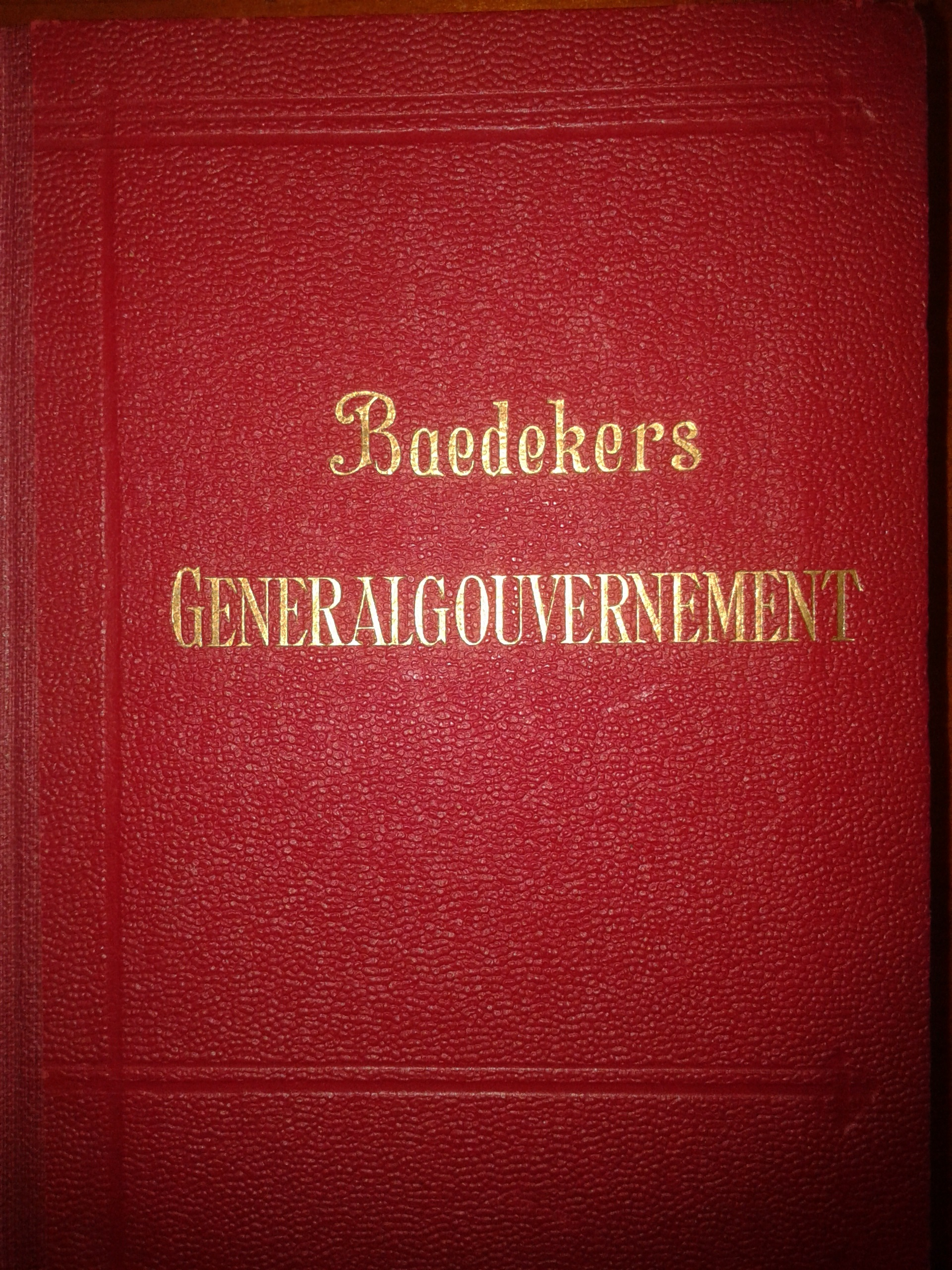
Baedekers Generalgouvernement. Karl Baedeker, 1943

Im Jahr 1943 erschien in der Reihe Baedekers Reisehandbücher ein Band über das Generalgouvernement. Laut Vorwort des Verlags habe „der Herr Generalgouverneur Reichsminister Dr. Hans Frank“ die „Anregung zu diesem neuen Bande unserer Sammlung“ gegeben. In klassischer Baedeker-Manier will das „Reisehandbuch“ über den „Umfang der ordnenden und aufbauenden Arbeit“ des Deutschen Reichs im okkupierten „Weichselraum“ informieren. Dass diese „Aufbauarbeit“ die Organisation und Durchführung der Vertreibung und Vernichtung der jüdischen Bevölkerung in diesem Gebiet einschloss, wurde in Baedekers Generalgouvernenment 1943 verschwiegen.

## Ende
Das Generalgouvernement, das kurz nach Kriegsbeginn geschaffen wurde, endete wenige Monate vor der deutschen Gesamtkapitulation. Die vorrückenden sowjetischen Truppen erreichten bereits im Frühjahr 1944 die Ostgrenze des Territoriums. Im Zuge der Operation Bagration drang die Rote Armee tief in das von Deutschland besetzte Polen vor: Am 27. Juli 1944 wurde Lemberg eingenommen; zuvor war am 24. Juli bereits Lublin befreit worden, wo eine polnische, von der Sowjetunion abhängige kommunistische Regierung gebildet wurde. Nachdem zur gleichen Zeit sowjetische Verbände begannen, die Weichsel zu überschreiten, begann am 1. August der Warschauer Aufstand, der von der Waffen-SS und anderen deutschen Truppen nach einigen Wochen niedergeschlagen wurde.
Ende 1944 war der größte Teil des Generalgouvernements von der Roten Armee besetzt, die Deutschen kontrollierten nur noch den Westen des Gebiets. Dennoch wurde es nicht aufgelöst, vielmehr blieben Frank und seine Verwaltung in Krakau, das nur noch wenige Kilometer von der Front entfernt lag. Der endgültige Zusammenbruch kam mit der Weichsel-Oder-Operation der Sowjetunion im Januar 1945. Die deutsche Front konnte dem Ansturm nicht mehr standhalten: Am 17. Januar wurde Warschau, am 19. Januar die Besatzungs-Hauptstadt Krakau erobert. Am Tag zuvor war bereits Generalgouverneur Frank nach Bayern geflohen. Es kam zu einer überstürzten Räumung des Generalgouvernements, und die Rote Armee befreite das Gebiet im Januar 1945. Von Februar bis April 1945 dauerten die Streitigkeiten zwischen Frank und dem Auswärtigen Amt über die Frage an, ob das Generalgouvernement angesichts des Endes seiner Existenz nun auch formal aufgelöst werden sollte.

## Personen

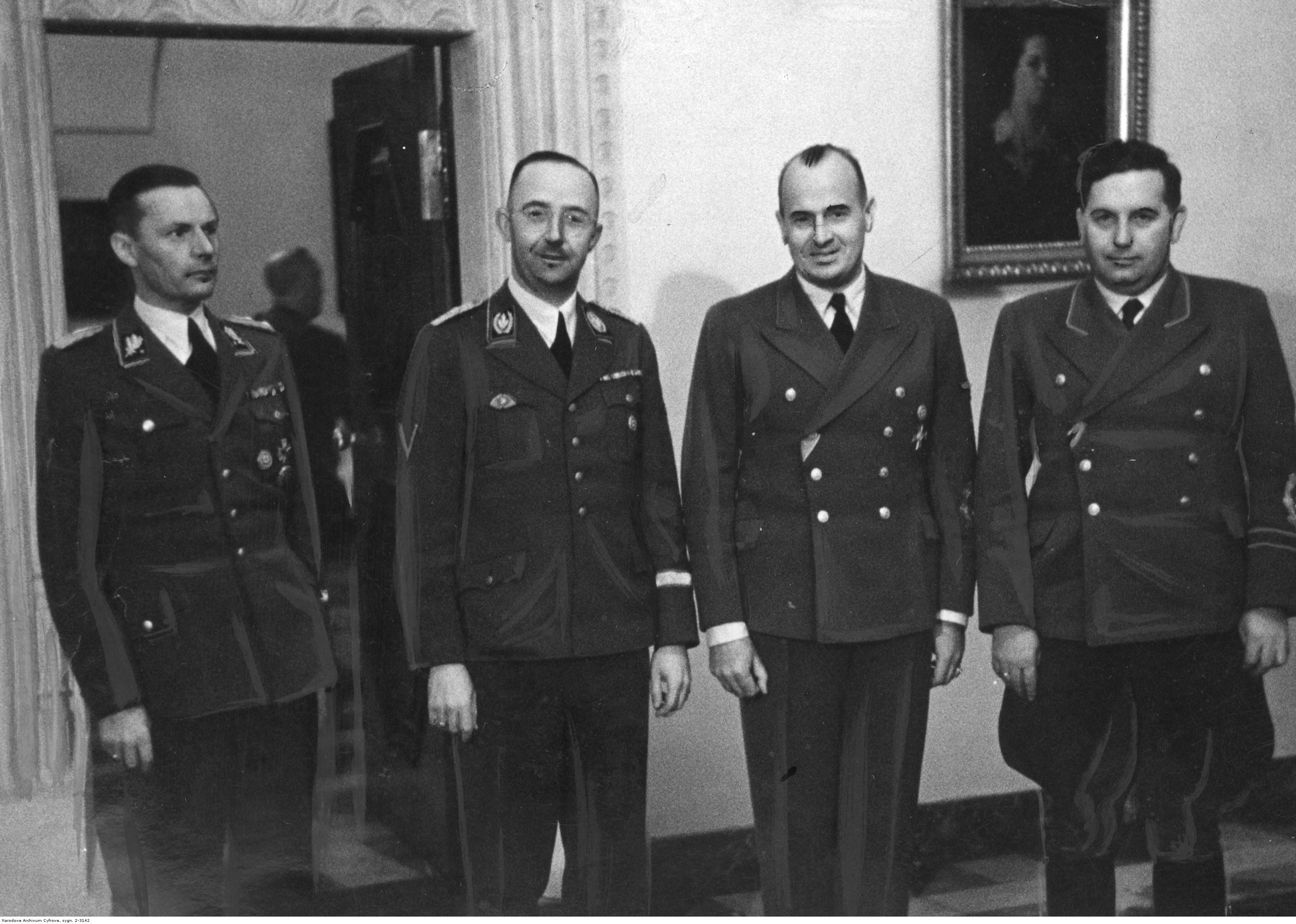
Krüger, Himmler, Frank, Bühler (1942)

- Hans Frank, Generalgouverneur in Krakau 1939–1945
- Arthur Seyß-Inquart, stellvertretender Generalgouverneur 1939–1940
- Josef Bühler, stellvertretender Generalgouverneur 1940–1945
- Ernst Boepple, zweiter Staatssekretär 1941–1945
- Theodor Bauder, Leiter der Hauptabteilung Bauwesen
- Friedrich Siebert, Leiter Hauptabteilung Verwaltung
- Max Frauendorfer, Leiter Hauptabteilung Arbeit
- Hermann Senkowsky, Leiter Hauptabteilung Finanzen
- Friedrich-Wilhelm Krüger, HSSPF, Staatssekretär bis 1943
- Wilhelm Koppe, HSSPF, Staatssekretär ab 1943